# 北欧大使馆
北欧大使馆（德語：Nordische Botschaften）位于德國柏林，是數個北欧国家驻德大使館的合署辦公地點。

## 概况
北欧大使馆实际是一个叫做泛北歐大廈（Pan Nordic Building）的楼群。北欧大使馆首席设计师是Alfred Berger和Tiina Parkkinen，1999完工。北欧大使馆建筑包括6个独立大楼，被绿色蜿蜒的铜墙包围起来。6栋建筑中，5栋分别是丹麦、冰岛、挪威、瑞典和芬兰的大使馆，根据5国的地理位置排列；另外一栋则是公用大楼，叫做Felleshuset，包括北欧大使馆入口，餐厅和礼堂。
建筑设计师:
- 整体以及公用部分Felleshuset - Berger和Parkkinen;
- 丹麦 - 3XN
- 冰岛 - PK Hönun;
- 挪威 - Snøhetta;
- 瑞典 - Wingårdh Arkitektkontor;
- 芬兰 - Viiva Arkkitehtuuri Oy;

## 图集

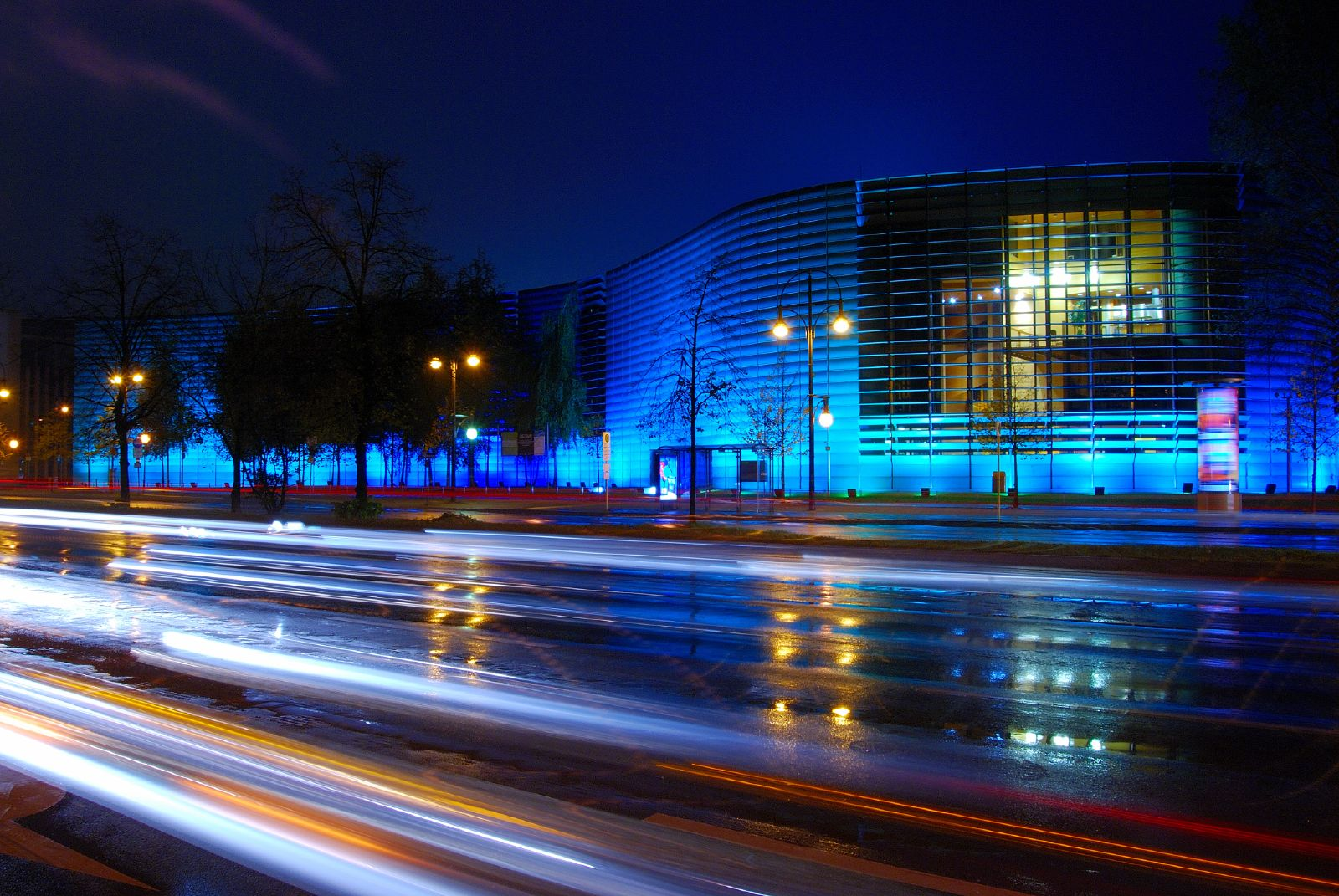
北欧大使馆夜景
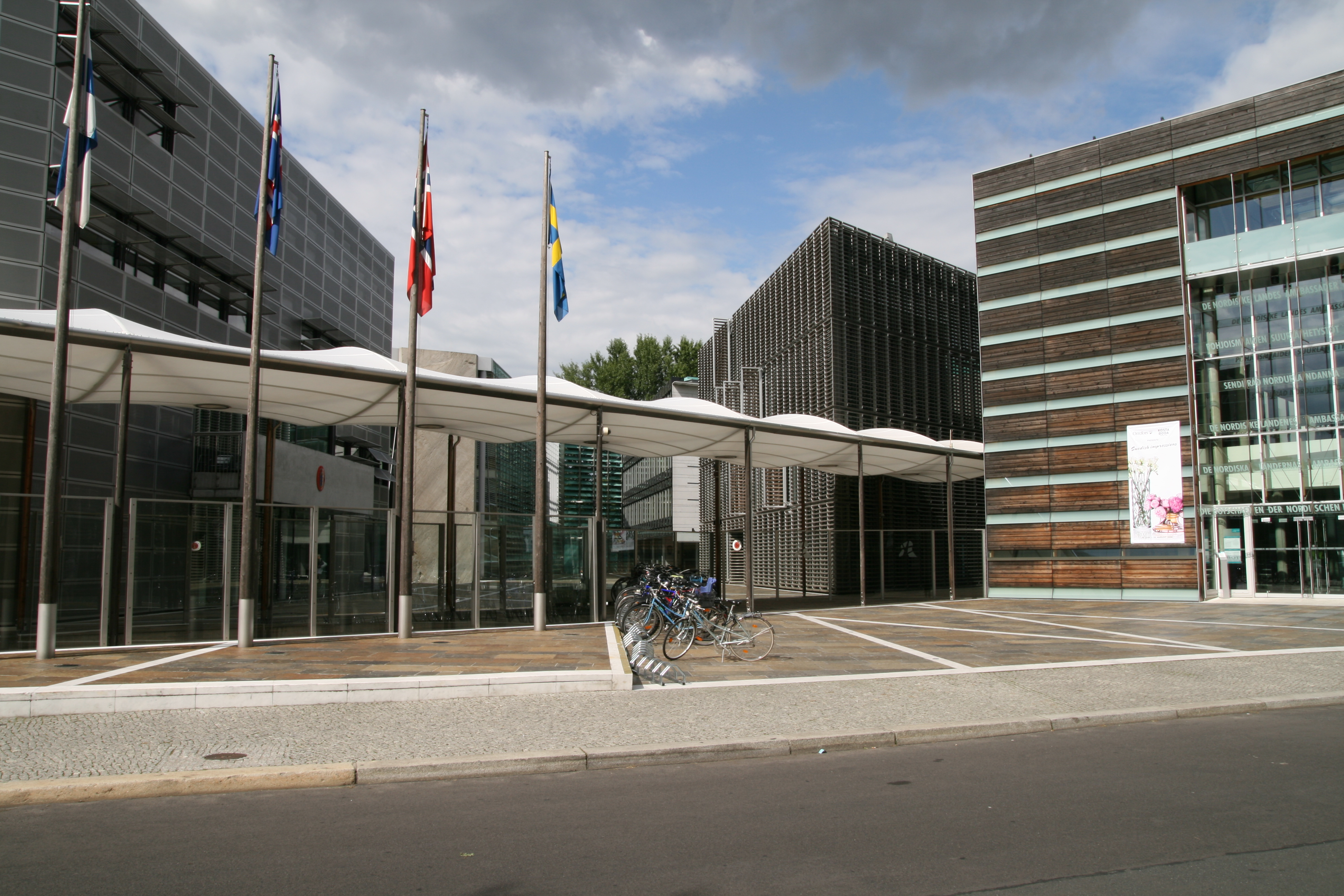
銅製外牆内的北欧大使馆
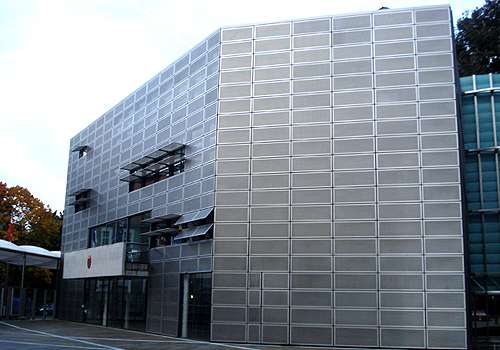
丹麦大使馆
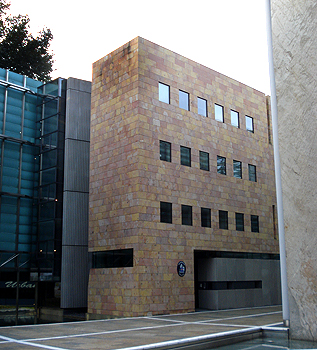
冰岛大使馆
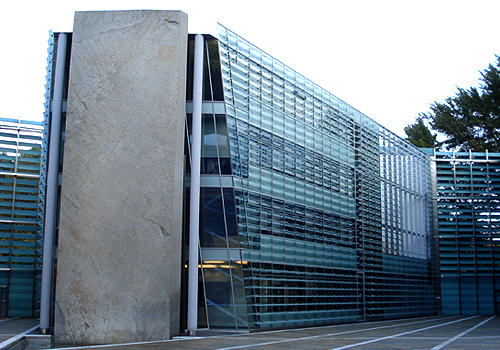
挪威大使馆
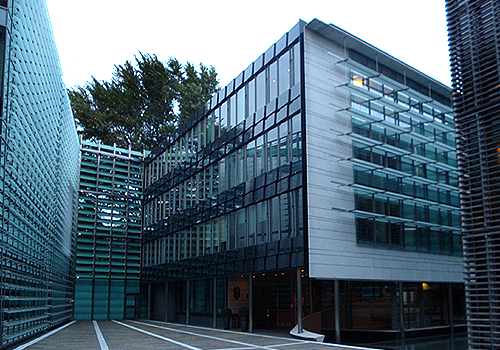
瑞典大使馆
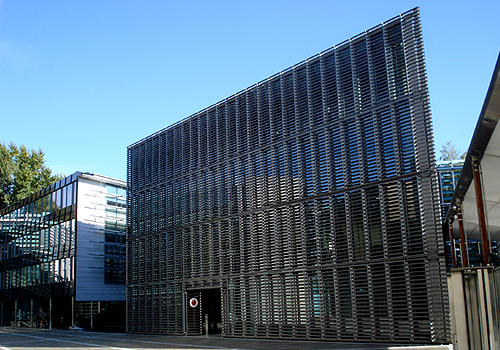
芬兰大使馆

## 外部連結
- 北欧大使馆（页面存档备份，存于）
- Berger & Parkkinen page on the Embassy project
- Short film documenting the architecture of the Nordic Embassies（页面存档备份，存于）